# Tectaria torrisiana
Tectaria torrisiana är en ormbunkeart som beskrevs av Shaffer-fehre. Tectaria torrisiana ingår i släktet Tectaria och familjen Tectariaceae. Inga underarter finns listade.